# 1957 en sport automobile
Chronologie du Sport automobile
1956 en sport automobile - 1957 en sport automobile - 1958 en sport automobile

## Les faits marquants de l'année1957enSport automobile
- Buck Baker remporte le championnat de la série NASCAR avec un montant total de 24,712 $ (USD).

## Par mois

### Janvier
- 13 janvier, (Formule 1) : Grand Prix automobile d'Argentine.

### Mai
- 19 mai (Formule 1) : Grand Prix automobile de Monaco.
- 30 mai : 500 miles d'Indianapolis.

### Juin
- 22 juin : départ de la vingt-cinquième édition des 24 Heures du Mans.
- 23 juin : l'équipage Ron Flockhart - Ivor Bueb, sur Jaguar Type D, remporte les 24 heures du Mans, à la moyenne horaire de 183,2 km/h. Pour la première fois de l'histoire des 24 heures du Mans, les 200 km/h de moyenne sur un tour de circuit sont battus par Hawthorn, sur Ferrari, avec 203,015 km/h.

### Juillet
- 7 juillet (Formule 1) : victoire de l'argentin Juan Manuel Fangio sur une Maserati au Grand Prix automobile de France.
- 20 juillet (Formule 1) : Grand Prix de Grande-Bretagne.

### Août
- 4 août (Formule 1) : au soir du GP d'Allemagne, disputé sur le Nürburgring, à l'issue du duquel il a obtenu la 24e (et dernière) victoire de sa carrière, l'Argentin Juan Manuel Fangio remporte — alors qu'il reste encore deux courses à disputer — son cinquième titre (dont quatre consécutifs) de Champion du monde de Formule 1 au volant d'une Maserati.
- 18 août (Formule 1) : Grand Prix automobile de Pescara.

### Septembre
- 8 septembre (Formule 1) : Grand Prix automobile d'Italie.

### Octobre
- 27 octobre : Grand Prix du Maroc

## Naissances
- 3 février : Chico Serra, pilote automobile brésilien de Formule 1, ayant disputé 18 Grand Prix de 1981 à 1983.
- 22 mars : Jean-Luc Blanchemain, pilote automobile français.
- 18 avril : 
  - Marc Duez, pilote automobile belge.
  - John Hartshorne, pilote automobile britannique.
- 24 juin : Jean-Pierre Fontenay, pilote automobile de rallye-raid français.
- 25 juin : Ferdinand-Noël Jacques Marie de Lesseps, photographe et   pilote de course automobile.
- 13 juillet : Thierry Boutsen, pilote automobile belge de Formule 1.
- 7 août : Christophe Spiliotis-Saquet, pilote de rallyes monégasque.
- 17 août : Heinz-Werner Lenz, pilote de course allemand.
- 20 août : Markus Bösiger, pilote de vitesse motos et de camions suisse.
- 20 novembre : Stefan Bellof, pilote automobile allemand de Formule 1 et d'endurance.
- 27 novembre : Kenneth Henry Acheson,  dit Kenny Acheson, pilote automobile britannique de Formule 1.

## Décès
- 12 janvier : Ken Wharton, pilote anglais de course automobile (° 12 janvier 1957).
- 14 mars : Eugenio Castellotti, un pilote automobile italien. (° 10 octobre 1930).
- 12 mai : Alfonso de Portago, pilote automobile espagnol, il était le seul espagnol à avoir piloté une Ferrari en Formule 1. (° 11 octobre 1928, Londres)
- 14 juillet : Herbert MacKay-Fraser, pilote automobile américain. (° 23 juin 1927).
- 20 novembre : Fritz Erle, pilote automobile allemand. (° 12 novembre 1875).